# Eugenia Chuprina
Eugenia Volodymyrivna Chuprina (en ucraniano: Євгенія Володимирівна Чуприна; Kiev, 24 de julio de 1971) es una poetisa, escritora y dramaturga ucraniana contemporánea. 
Es la Presidenta del Comité Organizador del Premio Internacional, Olesya Ulyanenko, miembro del PEN ucraniano y miembro de la Unión Nacional de Escritores de Ucrania. Es miembro de la Unión Nacional de Periodistas y la ganadora del Premio Vladimir Korolenko. Escribió la parodia Орхидеи ещё не зацвели (Las orquídeas aún no han florecido, 2010), la obra en prosa Роман з Пельменем (Romance con Pelmen, 2000) y las dos colecciones de poemas, Твори (Obras, 1997) y Вид знизу (Vista desde abajo, 2002).

## Biografía

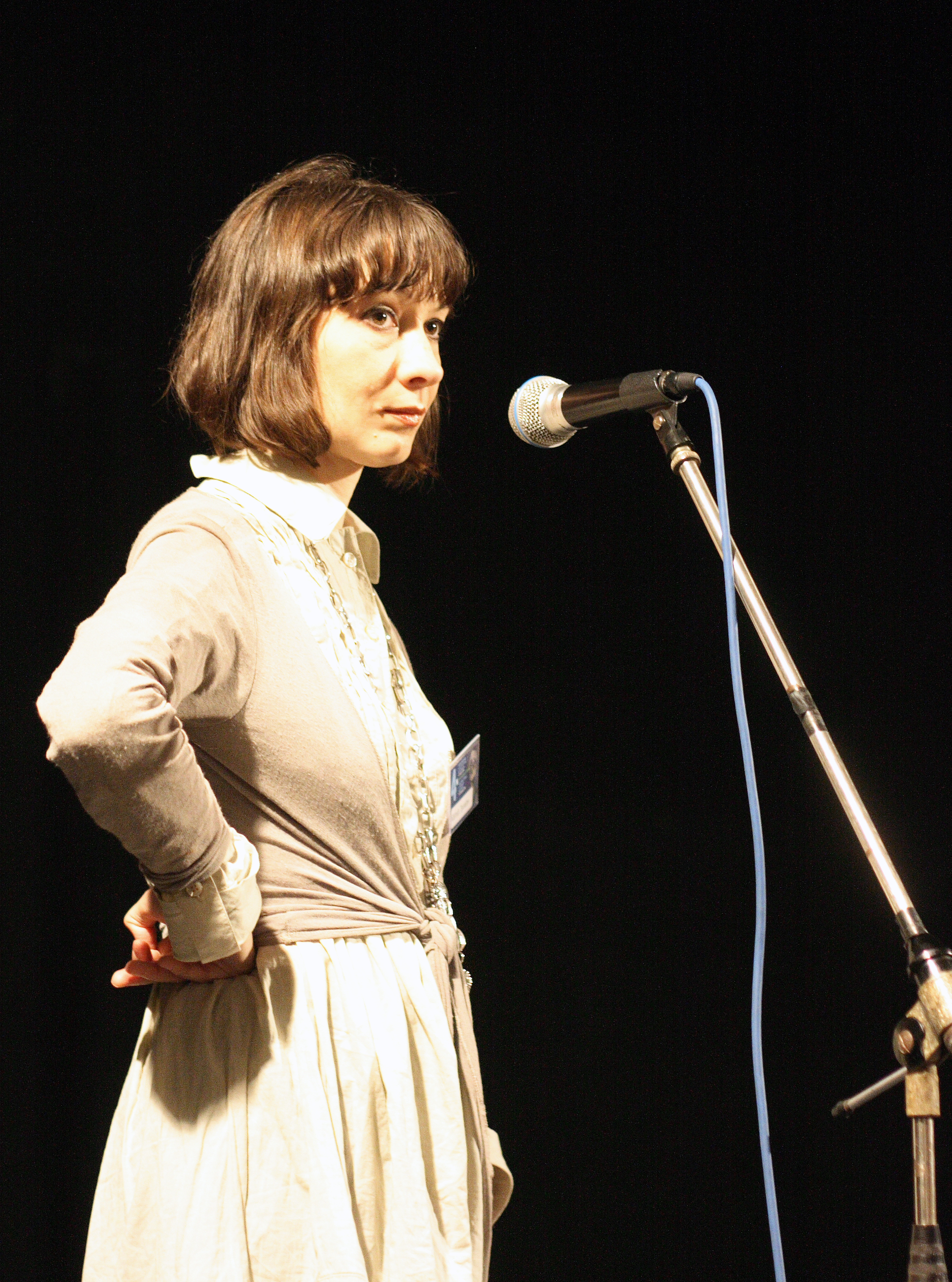
Eugenia Chuprina en 2009

Chuprina estudió en la Facultad de Filología de la Universidad de Kiev. Escribió У хаті, де не працює санвузол (En la casa donde el baño no funciona, 2016), У шубі на стиглому тілі (En un abrigo de piel en un cuerpo maduro, 2017) y Великі форми (Formas grandes, 2019). Su novela de 2000, "Роман з Пельменем" (Romance con Pelmen), se convirtió en el primer best seller de Internet en ruso. Sus obras han sido publicadas en Filadelfia, Los Ángeles, San Petersburgo, Kiev, Dnipró, Donetsk, Járkov y en otros lugares.
Ella está en contra del derecho de autor. Publicó su novela, "Орхидеи еще не зацвели"' (Las orquídeas aún no han florecido), libremente en el sitio web "Сетевая словесность" (Literatura en red). Una versión más completa de esta novela, que la autora llama "adulta", está disponible en otros lugares. Chuprina ha escrito columnas y trabajado en periódicos y revistas. Hasta su muerte en 2010, ella fue agente literaria del escritor Oles Ulianenko. Compiló la antología, Мистецький Барбакан: Трикутник 92 (Barbacana artística: Triángulo 92).